# Puente de la Amistad (Alemania-Francia)
El puente de la Amistad (en alemán: Freundschaftsbrücke, en francés: Pont de l'amitié) es un puente que cruza el río Sarre, al sur de Saarbrücken, y une el municipio de Kleinblittersdorf, en el Sarre, con el municipio lorenés de Grosbliederstroff.
Aunque la idea de tender un puente entre ambos lugares, unidos entre sí durante siglos, se originó en la década de 1860, el puente se construyó de hecho por primera vez en 1880. Destruido al comienzo de la Segunda Guerra Mundial, se volvió a construir en 1964. Su estructura actual, un puro puente peatonal, fue construida en 1993.
Aunque no impresiona ni por su audacia arquitectónica ni por sus dimensiones récord, a través del puente puede interpretarse la variada historia de las relaciones franco-alemanas, desde la "enemistad hereditaria" hasta una sólida asociación en el seno de la Unión Europea, especialmente desde la entrada en vigor del tratado del Elíseo en 1963. Si bien en algunos momentos el puente sirvió de paso fronterizo entre Francia y Alemania, entre esos momentos osciló entre ser visto como una obra de construcción interna alemana o interna francesa. 

## Primer puente en 1880

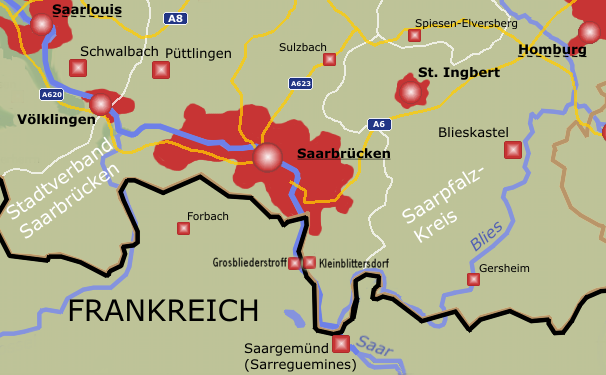
Localización de Grosbliederstroff y Kleinblittersdorf

En la Edad Media y a principios de la Moderna, Groß- y Kleinblittersdorf eran dos distritos del pueblo lorenés de Bliederstorff (documentado por primera vez en el año 777), en orillas opuestas del río Sarre. Los prefijos Groß- (que significa grande en alemán) y Klein- (que significa pequeño) para los respectivos distritos aparecieron por primera vez a finales del siglo XVI, y eran simplemente un indicador de sus diferentes tamaños de población. Separados por las resoluciones del congreso de Viena, ambos distritos pertenecieron al imperio Alemán tras la guerra Franco-Prusiana de 1871, aunque a diferentes estados (Großblittersdorf al Territorio Imperial de Alsacia-Lorena, Kleinblittersdorf a la provincia Prusiana del Rin). A partir de 1919, Großblittersdorf volvió a ser un municipio de Francia, mientras que Kleinblittersdorf se situó en la región del Sarre, controlada por la Sociedad de Naciones como consecuencia del tratado de Versalles, y a partir de 1935 en el Tercer Reich. Desde 1940 hasta el final de la Segunda Guerra Mundial, ambas estuvieron de nuevo bajo dominio alemán. Mientras que en 1956, al igual que desde 1919 hasta 1935, ambos lugares volvieron a estar bajo influencia francesa: Grosbliederstroff (como se conoce ahora) como municipio del departamento del Mosela y Kleinblittersdorf en el semiautónomo Sarre, que se incorporó a la República Federal de Alemania el 1 de enero de 1957 debido al tratado del Sarre.

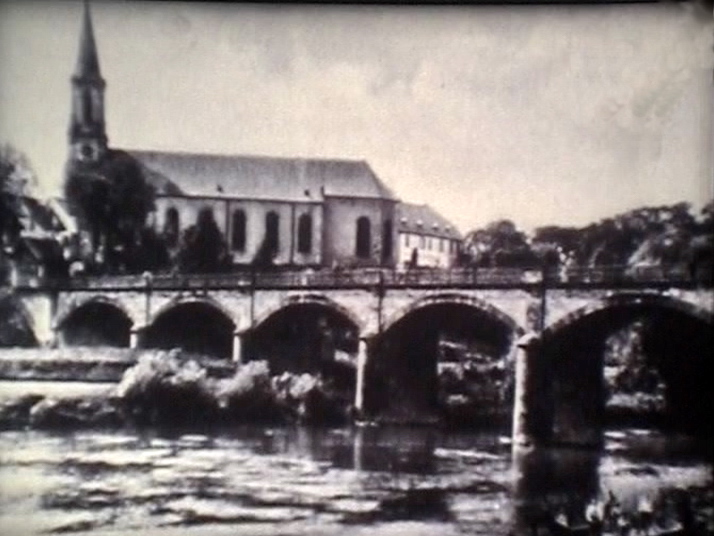
Construcción del puente de piedra de cinco arcos, 1880-1939

En la Edad Media y principios de la Moderna no existían, por supuesto, pasos fluviales estructurales. Se supone que el cruce del Sarre, que aún no había sido canalizado, fue posible inicialmente con la ayuda de un vado y más tarde de un barquero con una canoa. No fue hasta 1868 cuando se adoptó la idea del puente. La idea inicial pretendía construir un embarcadero entre una pequeña isla fluvial del Sarre y el canal de esclusas paralelo (parte del canal del Sarre), que se construyó en los años 1862-1879. Las iniciativas del alcalde de Grosbliederstroff fueron rechazadas repetidamente por la prefectura de Metz. No se sabe si hubo intentos de contactar también con las autoridades prusianas responsables en la orilla oriental del Sarre. Sin embargo, no fue hasta poco después de la guerra de 1870/71 cuando comenzó propiamente la planificación del proyecto. En aquella época era evidente la gran necesidad de un nuevo paso fluvial entre Saarbrücken y Saareguemines, ya que muchos trabajadores de las ciudades situadas a la izquierda del Saar encontraban empleo en las fábricas del distrito de Brebach, que hoy se encuentra en el sureste de Saarbrücken. Además, el Sarre ya no era un río fronterizo, sino que se encontraba en territorio alemán. Por lo tanto, los temores de los militares alemanes de que tal estructura facilitara a las tropas del "enemigo hereditario" Francia cruzar la frontera hacia territorio alemán pasaron a ser irrelevantes. 
En agosto de 1968, la empresa Richard Schmidt de Luisenthal recibió el encargo de construir un puente de arco de piedra con seis pilares. El 1 de octubre de 1880, el puente, a pesar de no tener barandilla instalada antes de la inauguración oficial, fue aprobado inicialmente para peatones y a partir de enero de 1881 también para vehículos. Parte de los costes de construcción se sufragaron mediante el pago de un peaje, para lo que se construyeron cabinas de peaje en ambas cabeceras del puente. Los viajeros de la orilla occidental del Sarre tenían ahora un mejor acceso a la estación de tren de Kleinblittersdorf, en la importante línea ferroviaria Saarbrücken-Saareguemines, a la que era mucho más fácil y rápido llegar que con el anterior servicio de transbordadores. El nuevo cruce ofrecía además a los residentes la grata oportunidad de visitar y hacer recados en el otro distrito. 

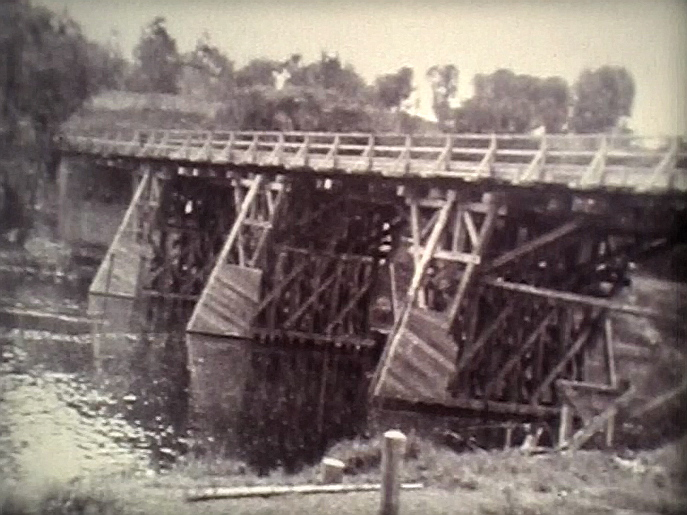
Puente improvisado de madera, 1940-1944

El 9 de septiembre de 1939, poco después del estallido de la Segunda Guerra Mundial, las Fuerzas Armadas francesas demolieron el puente para que, en caso de ataque alemán entre la Línea Sigfrido y la Línea Maginot, fuera más difícil cruzar el Sarre. Cuando Alemania atacó realmente Francia medio año después, la Wehrmacht erigió un puente improvisado de madera en esta posición, que fue destruido de nuevo tras la batalla de Normandía en la segunda mitad de 1944.

## Puente de la Amistad
Tras el final de la guerra, sólo un pequeño transbordador de pasajeros conectó ambos lugares durante muchos años. Esta era la situación a pesar de la reconciliación franco-alemana, que se produjo sobre todo a partir de la Declaración de Europa de Jean Monnet, el 9 de mayo de 1950, como parte de la integración europea occidental mediante la cooperación práctica en el Consejo de Europa (al que Alemania se unió en 1951), la Comunidad Europea del Carbón y del Acero (a partir de 1952) y la Comunidad Económica Europea (a partir de 1958). Esto intensificó las relaciones entre ambos países, aunque al principio sólo un poco. Durante el periodo de reconstrucción, la construcción de un nuevo puente y, por tanto, de un paso fronterizo permanente adicional, sobre todo uno que estuviera tan cerca de Saarbrücken, no figuraba en la agenda política de la prefectura de Metz ni de los gobiernos del Sarre del ministro-presidente Johannes Hoffmann y sus sucesores.

## Puente de 1964

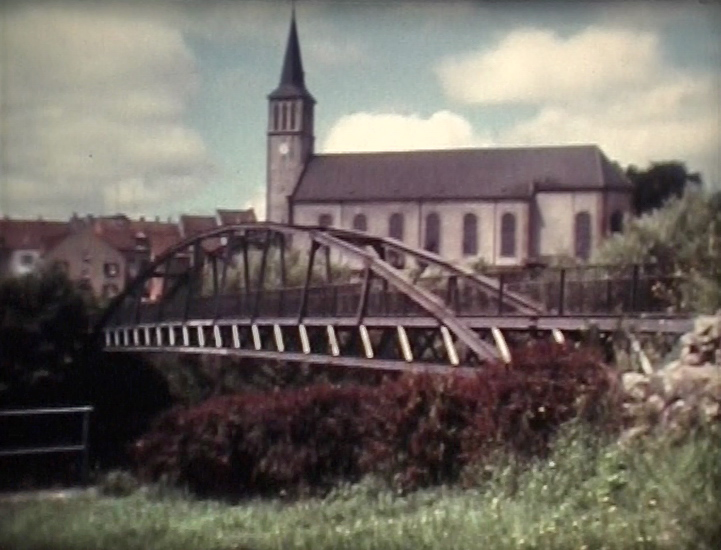
El puente de la Amistad de 1964 a 1993, visto desde el lado alemán. Al fondo, Saint-Innocent y Grosbliederstroff.

Esto sólo cambió después de que el canciller alemán Adenauer y el presidente francés De Gaulle firmaran el tratado del Elíseo en 1963, que pasó a conocerse como el Tratado de Amistad germano-francés. Además de regular los asuntos exteriores e interiores, así como las políticas relativas a la juventud y la cultura, este acuerdo, combinado con la creación de una Oficina de la Juventud, facilitó diversas iniciativas transfronterizas a escala regional y local. Así, Kleinblittersdorf y Grosbliederstroff no sólo se convirtieron en ciudades hermanas muy pronto, sino que también negociaron la construcción de un nuevo puente sobre el Sarre entre ambos municipios en 1964, creando así un nuevo paso fronterizo. Sin embargo, no fue el primer puente que existió en este lugar. De hecho, el cuerpo principal del puente se construyó sobre el "Puente de los Suspiros" (en alemán: Kummersteg), un puente de arco de acero de aproximadamente 4 metros de ancho, que había estado situado en la capital regional hasta principios de 1962 y fue sustituido por una nueva construcción (Wilhelm-Heinrich-Brücke), y se le dio un nuevo uso. En el último tramo del puente sobre el río Sarre, paralelo al canal de la Sarre (en alemán: Saarkanal) en el lado francés, hubo que añadir una parte de construcción de madera y acero de unos 2 metros de ancho, porque el puente original era demasiado corto. En 1981 hubo una modificación más en el mismo lugar. El aumento de la altura del puente permitió el paso de embarcaciones fluviales más grandes hasta Sarreguemines por el canal del río Sarre, que de otro modo no sería navegable en esta zona.
Sin embargo, el puente no recibió el nombre de "Puente de la Amistad" (alemán: Freundschaftsbrücke, francés: Pont de l'amitié) hasta 1968. 

## Puente de 1993
Dada su vejez, el mantenimiento y la reparación del puente pronto resultaron antieconómicos. Concebido como un puente peatonal, el Puente de la Amistad solo tuvo inicialmente una importancia urbana. La necesidad de facilitar el cruce fronterizo de mercancías y tráfico de pasajeros en este lugar ya se vio en la década de 1970, ya que todos los cruces fronterizos adecuados para el tráfico motorizado hacia Francia en Rilchingen-Hanweiler y Saarbrücken-Güdingen estaban demasiado lejos y habrían requerido enlaces entre las ciudades. La solución fue un puente de carretera (en alemán: Abt-Fulrad-Brücke (Kleinblittersdorf)), que se construyó a principios de la década de 1980, conectando la B-51 con la Route nationale 61 (o respectivamente la Départementale 31) conectando la vía distribuidora a la autopista Saarbrücken-París (en francés: Autoroute A 320) cerca de Forbach, que es paralela a la B-51 en la orilla oeste. Cruza el río Saar solo unos pocos kilómetros al sur de Auersmacher (un distrito de Kleinblittersdorf). Además, el proyecto de construcción recientemente terminado Bypass B-51 del cruce del municipio de Kleinblittersdorf debajo del puente viejo requería un espacio libre superior más grande.
Estas fueron las condiciones marco para la necesaria construcción de la conexión peatonal de ambos centros urbanos. Las obras comenzaron a finales de 1992 y la inauguración tuvo lugar el 12 de septiembre de 1993, a cargo de los respectivos alcaldes, Günther Brettar (Kleinblittersdorf) y Jean Jung (Grosbliederstroff), así como del ministro de Medio Ambiente de la región del Sarre, Jo Leinen. El antiguo puente, que se encontraba a escasos metros, no se retiró hasta después de este acontecimiento, ya que permitía el paso diario de unos 800 peatones durante las obras.
El nuevo puente de tres vanos tiene una anchura de 3,5 m, una longitud de 140,2 m y consta de un puente fluvial y un puente exterior. El puente fluvial tiene vanos abiertos de entre 58,8 m y 65,9 m. Es de construcción mixta de acero con sección transversal de viga cajón, cuya altura total varía entre 1,5 m en el estribo y 3,5 m sobre las pilas del río. El puente exterior tiene una luz de 14,2 m y una superestructura de hormigón armado. Los costes de construcción ascendieron a 4 millones de marcos alemanes. Los estudios responsables de la planificación arquitectónica fueron Andree, de Dillingen, y Dincher, de Saarbrücken, mientras que las empresas Modernbau (antigua filial de Bilflinger + Berger) y Dillinger Stahlbau (construcción metálica) se encargaron de la construcción del puente.
El puente de filigrana llama la atención por su barandilla metálica pintada de color burdeos y las históricas farolas arqueadas con sus lámparas en forma de campana. Esta impresión es aún mayor gracias a dos pilones plateados de metal ligero, no estructurales y con arcos apuntados, que se elevan sobre la pasarela como dos arcos góticos. Entre sus pináculos, otras lámparas cuelgan de un cable de soporte, símbolo añadido del carácter unificador del puente. Debido a las leyes de construcción, el pilón se encuentra en la "mitad francesa" del puente, dentro de la balaustrada, mientras que en el lado alemán está fijado en el exterior. El suministro eléctrico corre a cargo de la empresa francesa EDF y es sufragado por el municipio de Grosbliederstroff.
La celebración del 40 aniversario de la construcción de este primer puente de posguerra tuvo lugar el 5 de mayo de 2004 y contó con la presencia de varios centenares de representantes oficiales de 77 municipios y organizaciones comunales de la gran región de Saarbrücken/Mosela Oriental: En el centro mismo del puente firmaron una resolución con nuevos objetivos de colaboración transfronteriza en este "Eurodistrito" de la Eurorregión Sarre-Lor-Lux.

## Aspectos culturales
En 1987, el municipio de Kleinblittersdorf montó una obra de arte plástica de Wolfram Huschens, un artista alemán de la región del Sarre, realizada con láminas de cobre sobre un errático glaciar en el extremo oriental del puente de carretera B51/N61, junto al lugar de despacho de aduanas que había quedado obsoleto por el Acuerdo de Schengen (1985). La estatua muestra dos cuerpos entrelazados, incompletos, en forma de rueda, que simbolizan el conflicto histórico y la cooperación de las regiones vecinas de Francia y Alemania. La obra se titula "Frontera entre Alemania y Francia".
Con motivo del aniversario de la liberación alemana, el 8 de mayo de 2007, se inauguraron entre Kleinblittersdorf y Grosbliederstroff las cuatro primeras estaciones de los proyectos de las capitales culturales denominados hArt an der Grenze (en español: cerca del límite), en los que se expusieron obras artísticas sobre el puente y el antiguo barracón fronterizo hasta finales de agosto de 2007. El proyecto incluía objetos como fotografías a tamaño real de artistas vestidos con los uniformes de antiguos funcionarios de aduanas y una actuación de Bernd Wegener llamada "Le son du vent" (español: El sonido del viento) para la que se habían colgado campanas entre las lámparas de forma similar del puente.  
En 1982, la sociedad local de Carnaval llamada "Grünschnäbel" (en español: picos verdes) declaró el único islote fluvial del Saar de 30 m2 (durante la marea baja) de ancho entre los dos municipios como el "Estado Libre Carnevalis", celebrando allí ceremonias anuales en las que se premiaba a celebridades como Willy Millowitsch, Oskar Lafontaine, Ephraim Kishon, Lilo Pulver y Wim Thoelke con el título de Doctor humoris causa. Esto obligaba a menudo a los participantes en la entrega del título a llevar botas de goma, mientras que el público puede contemplar la ceremonia desde el puente, manteniendo los pies secos. En 2007, el acto tuvo lugar por última vez, debido al proceso de envejecimiento de la  "Grünschnäbel", posiblemente los futuros propietarios de este "estado libre", que fue subastado en junio y julio de 2007, podrán seguir dándole un uso público.

## Otros puentes de la amistad entre Sarre y Lorena
Hubo que esperar hasta el acto de mayo de 2004 para que el puente se convirtiera en un símbolo de cooperación entre las dos antiguas naciones enemigas y también en un modelo para otros "puentes de la amistad" entre Sarre y Lorena con una historia similar:
Entre la Großrosseln alemana y la Petite-Rosselle francesa, a principios de la Edad Moderna aún conocida como Rosseln, hay un puente con el mismo nombre que cruza el río Rossel, en el que los habitantes de ambos lugares celebran cada año desde 1980 una fiesta de vecindad.
En 1990, se construyó un puente de la Amistad entre la localidad alemana de Fürweiler y la francesa de Schwerdorff. Este puente también sustituyó a un predecesor, destruido en 1944, y une ambas localidades, separadas por fronteras cambiantes desde 1816, a través del arroyo Diersdorfer.
Por último, un "puente de la Amistad Europea" cruza el Blies entre la localidad alemana de Habkirchen y la francesa de Frauenberg.